# Liv Strömquist
Liv Strömquist, née à Lund le 3 février 1978, est une auteure suédoise de bande dessinée.

## Biographie
Liv Strömquist naît en 1978. Elle est fille d'un peintre et d'une bibliothécaire.
À 17 ans, elle assiste à une conférence féministe dans un café alternatif qui va la marquer et qu'elle considère comme un tournant dans sa vision des choses. Elle s'intéresse dès lors aux livres féministes et à l'histoire des femmes,.
Après des études en sciences politiques à l'université, elle commence par créer, dès 2003, des fanzines avec des amis mélangeant dessins, pop culture et politique, qui finissent par trouver un lectorat. Elle publie ensuite plusieurs bandes dessinées, dont certaines sont traduites et publiées en France à partir de 2012.
Elle travaille à Malmö.

## Radio et télévision

Logo de la radio P3 pour laquelle Liv Strömquist est animatrice.

Liv Strömquist est animatrice pour la station de radio publique Sveriges Radio P3.
À partir du printemps 2016 et pendant deux saisons, elle anime aux côtés de Horace Engdahl une série télévisée sur la chaîne de télévision publique SVT, Liv et Horace en Europe - le nouveau voyage.
Elle participe à différentes émissions comme Babel (sv) ou Gomorron Sverige (sv).
En 2018, à l'occasion du centenaire d'Ingmar Bergman, elle scénarise et illustre le court-métrage Vox Lipoma réalisé par Jane Magnusson.

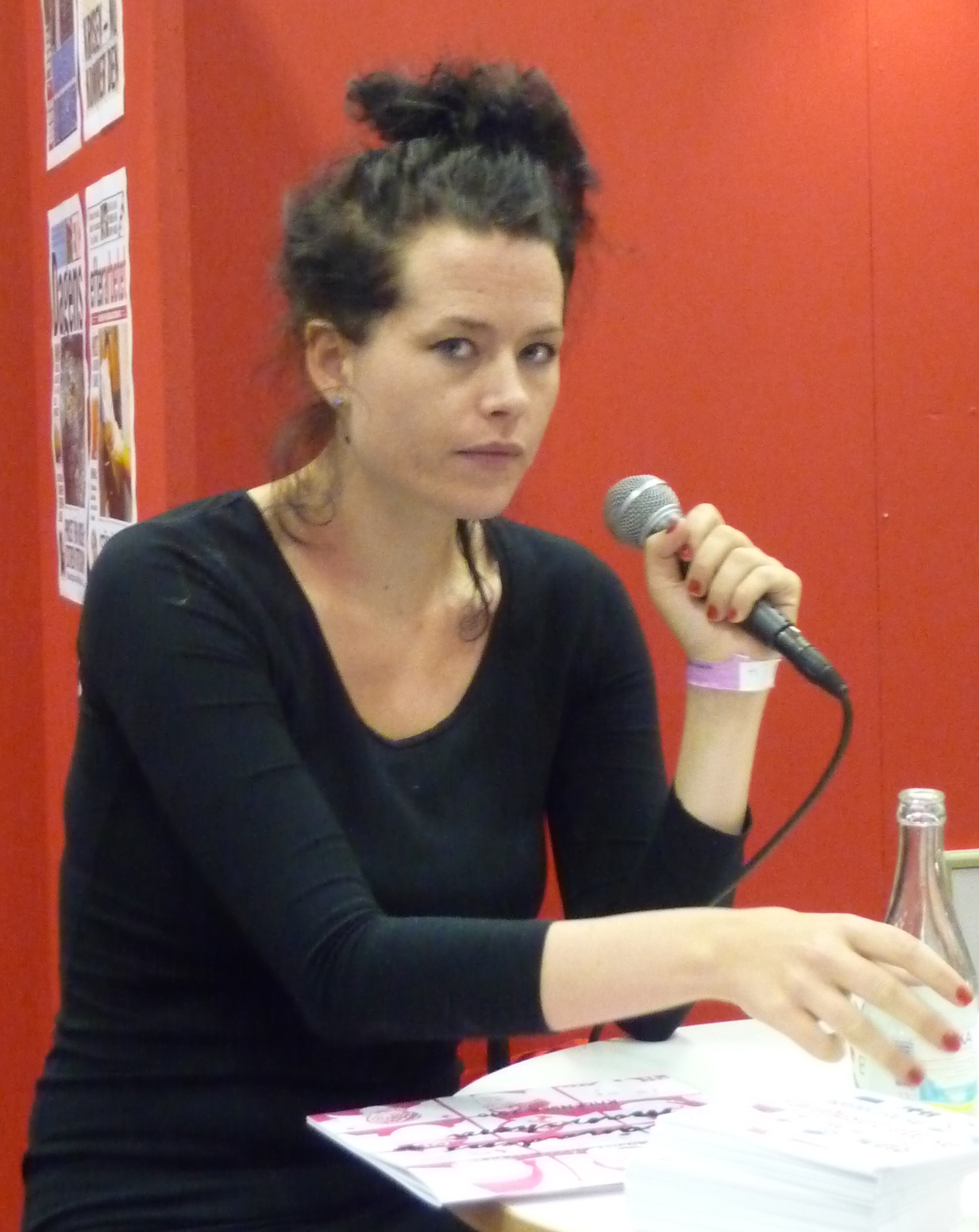
Liv Strömquist en 2009

## Bandes dessinées

### Contexte
Avec Nina Hemmingsson, Liv Strömquist fait partie d'une génération de créatrices de bandes dessinées humoristiques suédoises très populaires qui féminisent un univers jusque-là dominé par les hommes. En cela, elles font suite à plusieurs précurseures comme Cecilia Torudd ou Lena Ackebo.

### Style
Dans sa production, Liv Strömquist s'appuie sur une bibliographie importante, directement référencée au fil des pages de ses bandes dessinées. Ses œuvres sont souvent engagées politiquement, en particulier sur les questions féministes et les inégalités. Il s'agit de BD de vulgarisation humoristiques.
Sur le plan formel, « le niveau visuel de ses textes assez denses est fait de strips traditionnels mêlés d’un recyclage d’images de l’actualité qui traite, notamment, de la vie privée des vedettes et des personnalités (people), de collages et d’oeuvres d’art classiques travesties ». Elle s'inspire du mouvement punk et du DIY et revendique pour référence Kathleen Hanna.

### Œuvres principales

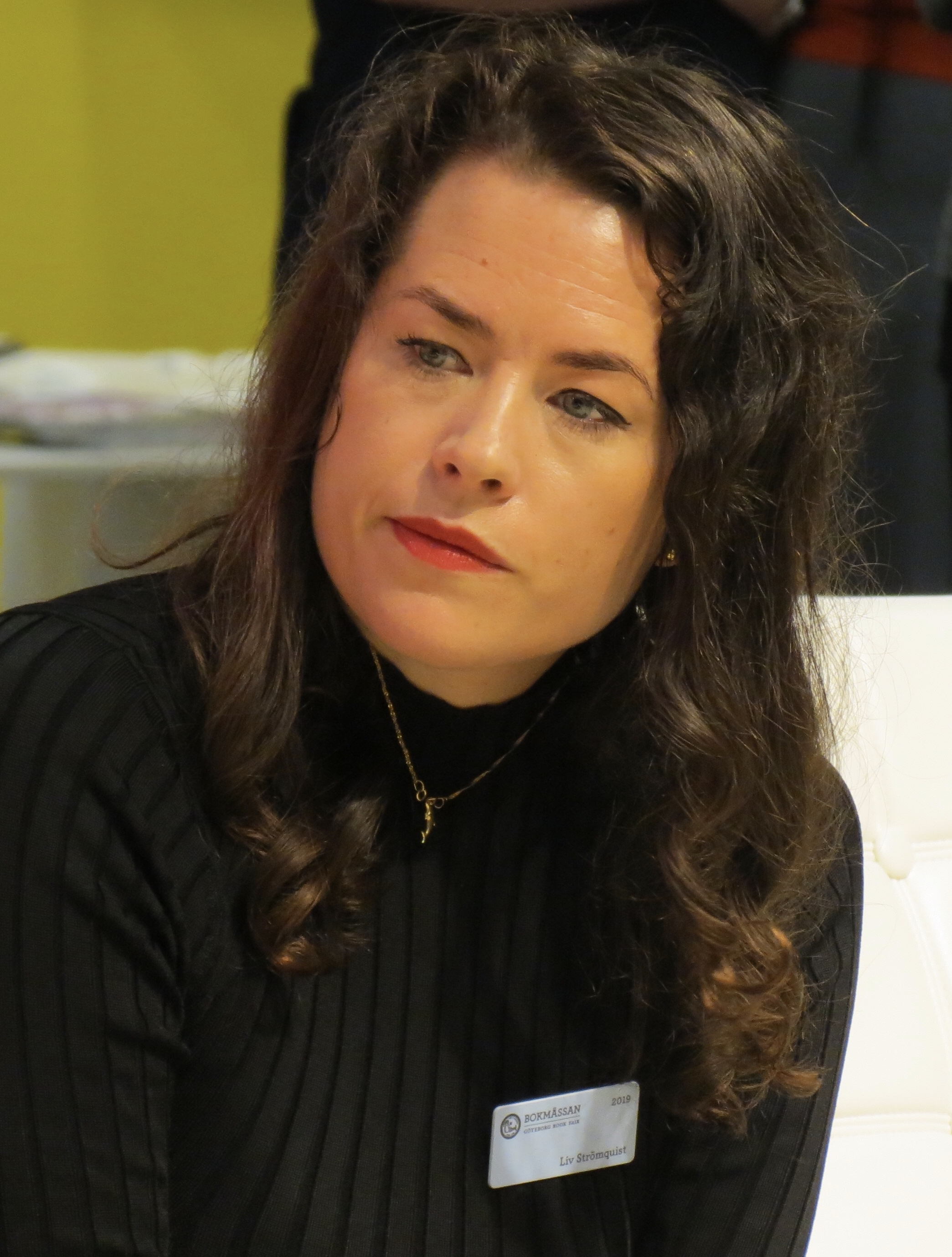
Liv Strömquist à Göteborg en 2019.

#### L'Origine du monde
Sa bande dessinée L'Origine du monde aborde la question de l'histoire des connaissances sur le clitoris. D'après Alessandra Cencin, elle « illustre [sous forme humoristique] l’exclusion du savoir des femmes de l’histoire de la découverte du clitoris, comme si seul celui des anatomistes médecins, historiquement largement masculins, pouvait constituer une connaissance légitime sur cet organe ».

#### Les Sentiments du prince Charles
Dans Les sentiments du Prince Charles, elle interroge et critique le fonctionnement sexiste du couple hétérosexuel et de la famille. Pour Nabila Abbas et Antoine Tricot,

« Liv Strömquist nous présente à la fois une analyse sociologique et historique des relations genrées et une tentative de repenser le féminisme au XXIe siècle au-delà du combat politique pour l’"égalité légale" entre hommes et femmes. Au contraire, la lutte féministe est replacée ici au sein de la sphère intime, au cœur même des relations amoureuses. Cette revendication, qui est toujours présente dans l’œuvre – soit dans la critique de la famille stéréotypique, hétéro-normée et patriarcale, soit dans la proposition de concevoir une autre forme de couple –, ne nourrit pourtant pas la prétention de présenter au lecteur un modèle "idéal", clés en main, des relations amoureuses et sexuelles émancipées. La logique narrative employée suit plutôt un auto-questionnement progressif et ouvert. »

— Nabila Abbas et Antoine Tricot

#### Grandeur et décadence
Contrairement à ses autres bandes dessinées, Grandeur et décadence, publié en français en 2017, ne porte pas sur le féminisme mais sur la critique du capitalisme libéral.

#### I'm Every Woman
Sorti en 2018, I'm Every Woman revient aux questionnements féministes de l'autrice et propose des portraits de femmes de célébrités masculines (comme Edvard Munch, Mao Zedong, Ingmar Bergman, Phil Spector, Elvis Presley, Karl Marx ou encore Joseph Staline) maltraitées par leur conjoint. Elle liste ainsi de façon satirique les « pires petits amis de tous les temps » et souligne la façon dont ces femmes ont contribué à la réussite de leur mari célèbre.

#### La Rose la plus rouge s'épanouit
Dans La Rose la plus rouge s'épanouit, publiée en 2019, l’auteure questionne les comportements amoureux à l'ère du capitalisme tardif, en s'interrogeant sur des figures comme Leonardo DiCaprio, qui aurait eu de nombreuses conquêtes sans jamais s'engager. Elle aborde des thèmes tels que le chagrin d'amour et la peur de l'engagement. Avec humour, elle mêle références variées, de Beyoncé à Socrate, pour analyser la passion et les dynamiques amoureuses, tout en proposant une réflexion sur l'amour libéré et ses complexités.

#### Dans le palais des miroirs
Dans le palais des miroirs est sorti en 2021. Cet ouvrage porte sur l’impact de « l'empire des images » sur la perception de la beauté féminine à l’ère du numérique. S'appuyant sur l'idée de Susan Bordo, elle analyse comment les réseaux sociaux et la culture des selfies façonnent notre quotidien, en particulier pour les femmes, qui doivent maintenir une image idéale. À travers cinq volets, Strömquist aborde des thèmes variés, tels que le succès de Kylie Jenner, le mythe de Jacob et Rachel, et les défis de Marilyn Monroe, tout en examinant le désir mimétique et le lien entre apparence et amour,.

#### Astrologie
Dans Astrologie, paru en 2023, l'autrice parodie l'horoscope et passe au peigne fin les vices des douze signes astrologiques. Elle explore les personnalités de célébrités comme Melania Trump et Boris Johnson à travers leurs signes zodiacaux, révélant des traits fascinants et parfois contradictoires. Elle examine des figures variées, telles qu'Arthur Sackler et Ayn Rand, tout en abordant des thèmes comme la compatibilité amoureuse et les comportements étranges liés aux signes. Avec humour et ironie, Strömquist critique les obsessions de notre société moderne, offrant une lecture captivante tant pour les passionnés d'astrologie que pour ses détracteurs.

#### La pythie vous parle
Dans La pythie vous parle, paru en 2024, Liv Strömquist examine la tendance moderne à chercher des conseils d'experts pour être heureux et  améliorer son bien-être, obsessions amplifiées par Internet. Elle souligne les contradictions de cette quête, où l'on cherche à vivre longtemps sans comprendre le sens de cette longévité.Convoquant tour à tour  Eva Illouz, Sigmund Freud, Martha Wolfenstein (en), et Theodor W. Adorno, Strömquist critique avec humour les théories du développement personnel, mettant en avant leur caractère moralisant et leur adéquation avec le néolibéralisme, tout en proposant une réflexion sur la manière de vivre.

## Réception

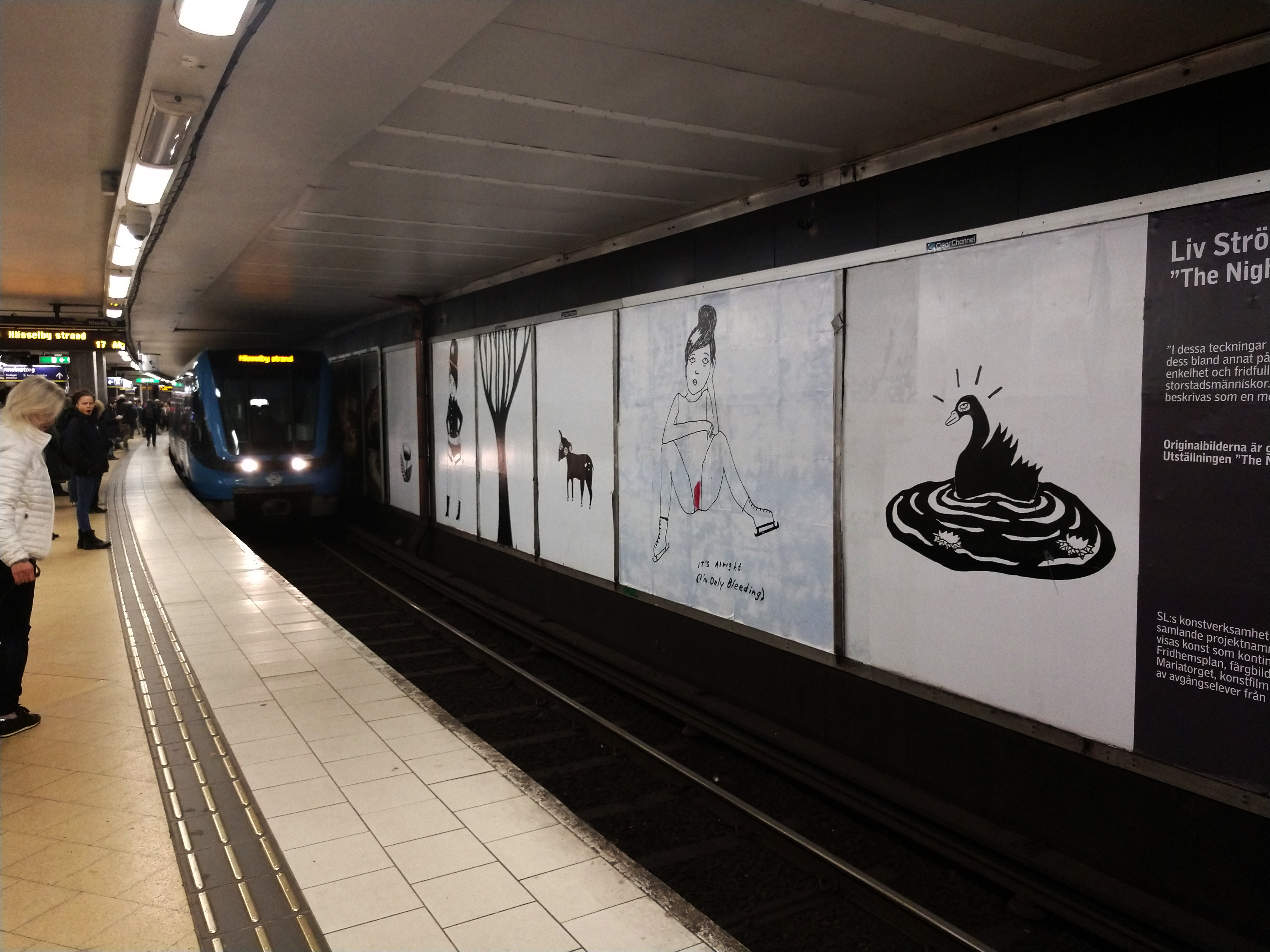
Dessins de Liv Strömquist exposés dans le métro de Stockholm en 2017 (station Slussen)

Les œuvres de Liv Strömquist rencontrent beaucoup de succès chez les jeunes femmes et dans la sphère féministe. Elles sont aussi fortement critiquées lorsque présentées dans l'espace public comme lors de leur exposition dans le métro de Stockholm en 2017,,,.

### Adaptations théâtrales
Des extraits des œuvres de Liv Strömquist ont fait l'objet d'une adaptation théâtrale en 2008.
Une pièce de théâtre intitulée « Liv Strömquist tänker på dig! » est réalisée en 2014 par Ana Berger. Elle donne lieu à 182 représentations à guichets fermés et est diffusée sur la chaîne de télévision publique SVT. Lui fait suite, en 2020, la pièce « Liv Strömquist tänker på sig själv », adaptation de La Rose la plus rouge s'épanouit,.
Les Sentiments du prince Charles a été adapté au théâtre en Suède puis à Genève au Théâtre du Loup en 2021 par la Compagnie L'Hydre Folle.

### Expositions
En 2016 elle est invitée par l'Institut suédois pour un accrochage nommé « Sur le divan de Liv ».
À l'automne 2017, l'exposition « The Night Garden » réunit vingt-six dessins de Liv Strömquist, dont trois montrant des femmes menstruées, dans la station Slussen du « tunnelbana » (métro de Stockholm). Elle suscite de vifs débats, des manifestations et du vandalisme,,,,.
L'œuvre de Liv Strömquist est exposée au Forum des Halles de Louvain-la-Neuve en février 2022. Ses planches sont commentées par des chercheurs et chercheuses de UCLouvain,.
En mai 2022, une exposition intitulée « Le Divan de Liv - ou les luttes féministes dans l’œuvre de Liv Strömquist » est organisée au Pavillon des Canaux, à Paris, en collaboration avec l'Institut suédois,.

## Publications

### En suédois
- (sv) Hundra procent fett, 2005  (ISBN 91-7037-223-3)
- (sv) Drift, 2007 (avec Jan Bielecki)  (ISBN 978-91-976103-1-5)
- (sv) Einsteins fru, 2008  (ISBN 917037371X)
- (sv) Ja till Liv, 2011  (ISBN 978-91-7037-611-5)
- (sv) Månadens moderat Kalender 2013, 2012  (ISBN 9789170376665)
- (sv) Liv Strömquist et Caroline Ringskog Ferrada-Noli, Kära Liv och Caroline : Liv Strömquist och Caroline Ringskog Ferrada-Noli svarar på frågor om livet, Natur & Kultur, 2015 (ISBN 978-91-27-14135-3 et 91-27-14135-7, OCLC 959299257, lire en ligne)

### Traductions françaises
Une partie de ses œuvres ont été traduites en version française aux éditions Rackham, dans la collection Le signe noir.
- Liv Strömquist (trad. du suédois par Kirsi Kinnunen), Les Sentiments du prince Charles [« Prins Charles Känsla »], Paris, Rackham, coll. « Le Signe Noir », 2012, 136 p. (ISBN 978-2-87827-149-2 et 2-87827-149-1, OCLC 816560303, lire en ligne)
- Liv Strömquist (trad. du suédois par Kirsi Kunnunen et Stéphanie Dubois), Les Sentiments du prince Charles [« Prins Charles Känsla »], Paris, Rackham, coll. « Le Signe Noir », mai 2016, 136 p., 17 × 25 cm (ISBN 978-2-87827-198-0 et 2-87827-198-X, OCLC 953079148, lire en ligne)
- Liv Strömquist (trad. du suédois par Kirsi Kinnunen), L'Origine du monde [« Kunskapens frukt »], Paris, Rackham, coll. « Le Signe Noir », mai 2016, 144 p., 17 × 24 cm (ISBN 978-2-87827-197-3 et 2-87827-197-1, OCLC 953078986, lire en ligne)
- Liv Strömquist (trad. du suédois par Kirsi Kinnunen), Grandeur & décadence [« Uppgång och fall »], Paris, Rackham, coll. « Le Signe Noir », septembre 2017, 128 p., 17 × 24 cm (ISBN 978-2-87827-211-6 et 2-87827-211-0, OCLC 1005214984, lire en ligne)
- Liv Strömquist (trad. du suédois par Kirsi Kinnunen), I'm Every Woman [« Einsteins nya fru »], Paris, Rackham, coll. « Le Signe Noir », avril 2018, 112 p., 17 × 24 cm (ISBN 978-2-87827-221-5 et 2-87827-221-8, OCLC 1037298556, lire en ligne)[32]
- Liv Strömquist (trad. du suédois par Kirsi Kinnunen), La rose la plus rouge s'épanouit [« Den rödaste rosen slår ut »], Paris, Rackham, coll. « Le Signe Noir », octobre 2019, 176 p., 16,8 × 24 cm (ISBN 978-2-87827-235-2 et 2-87827-235-8, OCLC 1127648354, lire en ligne)
- Liv Strömquist (trad. du suédois par Sophie Jouffreau), Dans le palais des miroirs [« Inne i spegelsalen »], Paris, Rackham, coll. « Le Signe Noir », octobre 2021, 168 p., 16,8 × 24 cm (ISBN 978-2-87827-250-5 et 2-87827-250-1, OCLC 1286621452, lire en ligne)
- Liv Strömquist (trad. du suédois par Sophie Jouffreau), Astrologie [« Liv Strömquists astrologi »], Paris, Rackham, coll. « Le Signe Noir », mars 2023, 176 p., 16,8 × 24 cm (ISBN 978-2-87827-252-9 et 2-87827-252-8, OCLC 1373606839, lire en ligne)
- Liv Strömquist (trad. du suédois par Sophie Jouffreau), La pythie vous parle [« Pythian pratar »], Paris, Rackham, coll. « Le Signe Noir », novembre 2024, 264 p., 16,8 × 24 cm (ISBN 978-2-87827-259-8) - Sélection officielle Festival d'Angoulême 2025

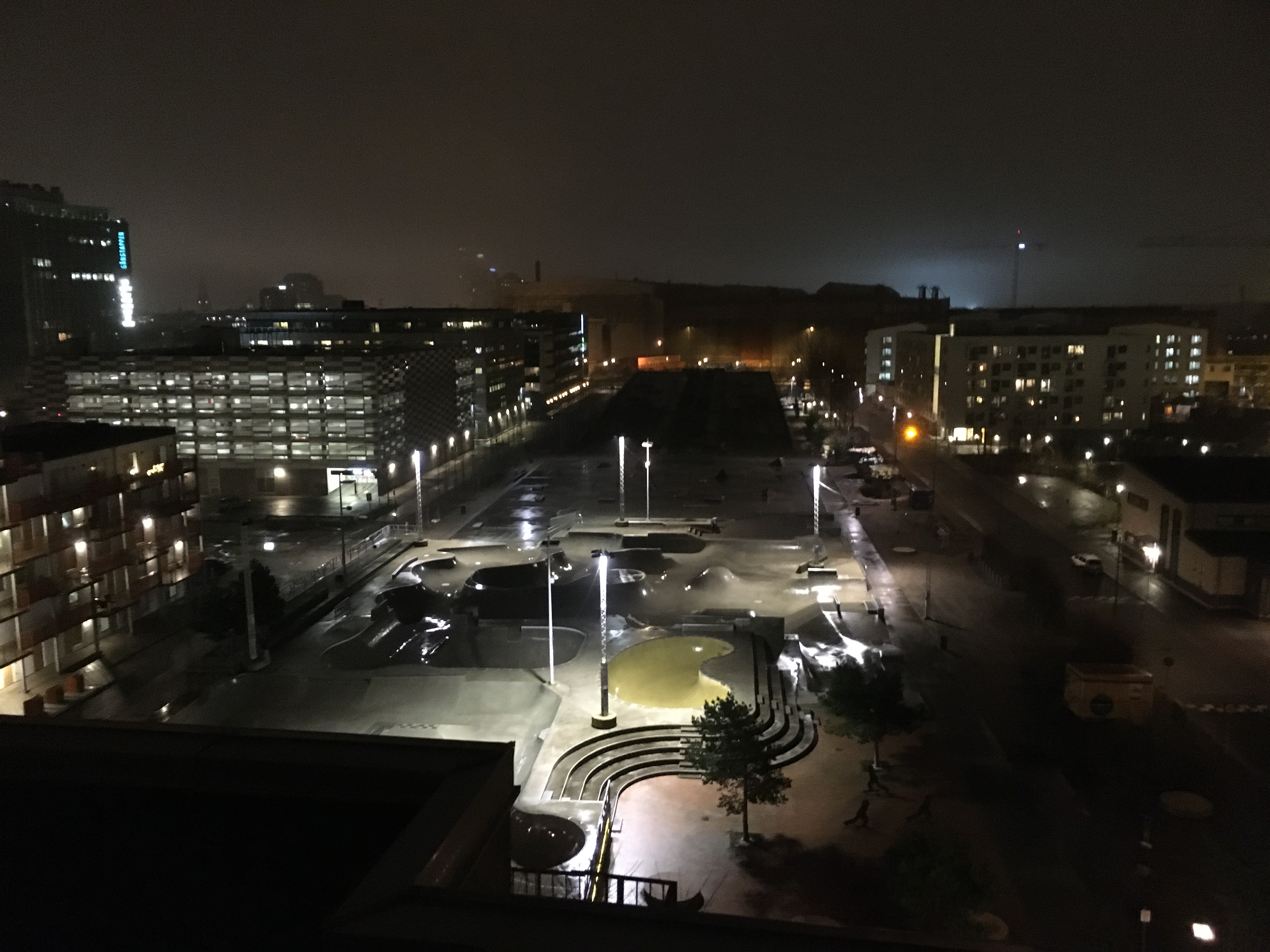
Ville de Malmö où travaille Liv Strömquist et de laquelle elle a reçu un prix en 2022.

## Prix et distinctions
- 2022 : Prix de la ville de Malmö[33],[34].
- 2021 : Doctorat honoris causa de l'université catholique de Louvain, 9 février 2021[9],[10],[35].
- 2021 : Prix 2020 de la Linköping Municipality Foundation à la mémoire de Tage Danielsson[36].
- 2017 : Corécipiendaire du Prix Lena Nyman (sv) avec la réalisatrice Ada Berger (sv)[37].
- 2012 : Prix Adamson de la meilleure auteure suédoise pour l'ensemble de son œuvre[38].
- 2013 : Prix EWK pour l'ensemble de son œuvre[39],[40].
- 2011 : Prix de la satire "Ankan" (sv) décerné par le magazine Expressen pour sa contribution à la bande dessinée féministe[5],[41].

### Entretiens
- Clémentine Gallot, « Liv Strömquist : «Nous vivons un âge d’or de la BD féminine» », sur liberation.fr (consulté le 29 mai 2022)
- « Liv Strömquist, auteur de “L’Origine du monde” : “Les femmes ont tendance à avoir honte de leur corps” », sur Télérama, 8 mars 2017 (consulté le 29 mai 2022)
- « D’Einstein à Pollock, Liv Strömquist épingle les pires «petits amis» de l’histoire », Le Temps,‎ 26 mai 2018 (ISSN 1423-3967, lire en ligne, consulté le 29 mai 2022)
- « Liv Strömquist sur l’amour : « Le refus de l’engagement est une nouvelle manière d’exprimer sa virilité » », sur L'Obs, 12 février 2020 (consulté le 29 mai 2022)
- « Liv Strömquist : "Le féminisme m'a été d'une grande aide pour affronter le monde" », sur RTBF, 11 février 2021 (consulté le 29 mai 2022)
- « Rencontre avec Liv Strömquist - Regarder l’émission complète », sur ARTE, 5 mars 2021 (consulté le 29 mai 2022)
- Alexandra Klinnik, « Liv Strömquist : « Le sex-appeal est devenu un capital à valoriser » », Usbek & Rica,‎ 13 janvier 2022 (lire en ligne)